# Фатхутдинов, Салават Закиевич
Салават Закиевич Фатхутдинов, в источниках встречается также написание фамилии Фатхетдинов (тат. Фәтхетдинов Салават Зәки улы), — певец, композитор , народный артист Татарстана, заслуженный артист России, народный артист Республики Башкортостан, мастер спорта международного класса по автоспорту, президент федерации гиревого спорта Республики Татарстан, директор татарстанского отделения российского детского фонда. Заслуженный работник культуры Ульяновской области (2010). Профессор Казанского государственного института культуры.

## Биография
Салават Фатхутдинов родился 10 января 1960 года в деревне Аксаитово Татышлинского района Башкирской АССР СССР. После получения среднего образования учился в Стерлитамакском культпросвет-училище.
- C 1977 по 1979 работал директором Дома культуры деревни в селении Ильметово Татышлинского района.
- В период 1979—1981 служил в Советской Армии.
- С 1981 по 1989 работал директором Аксаитовского центра музыкальной клубной системы (Татышлинский район БАССР).
  - После нескольких лет работы в клубе Салават поступил на режиссёрское отделение Казанского института культуры, который окончил в 1989 году.
- С 1989 по 2000 год жил в городе Набережные Челны.
  - Там он с 1989 года был руководителем и солистом Набережночелнинского экспериментального концертного объединения.
  - В прошедшем в 1989 г. конкурсе «Татар жыры» он стал его лауреатом.
- В 1991 году ему присвоили почётное звание «Заслуженный артист Республики Татарстан»,
- а в 1995 году — «Народный артист Республики Татарстан»,
- 2003 стал лауреатом Республиканской премии имени Мусы Джалиля.
- в 2005 «Заслуженный артист Российской Федерации».
- в 2008 стал лауреатом Государственной премии Республики Татарстан имени Габдуллы Тукая.
- В 2025 награждён орденом «Дуслык»[5].

Салават Фатхутдинов — творческий руководитель театра песни ,, Салават''. Он формирует репертуар театра, его производственную базу. Его идеями в оснащение сценического искусства татарской эстрады вводятся новые технические элементы. Каждый новый сезон - это настоящий музыкальный спектакль. Работает с такими композиторами, как : Ф. Муртазин, А.Туктагулов, С. Абдуллин и другими . И поэтами : Р. Миннуллин, Р. Валиев, А. Атанбаев и другими. Концерты Салавата Фатхутдинова в августе - многолетняя традиция певца.
Салават Фатхутдинов проявил себя не только как талантливый артист и организатор. Он является также спортсменом и искусным автогонщиком: уже с юных лет он участвовал в соревнованиях по национальной борьбе, тяжёлой атлетике, гиревому спорту. С 1997 года он выступает как автогонщик, с 1998 года — организатор традиционных благотворительных соревнований по зимним трековым гонкам «Кубок Салавата» в городе Набережные Челны, все собранные на соревнованиях средства передаются в местный Дом ребёнка. Кроме этого, Салават Фатхутдинов обладает титулом мастера спорта международного класса по автоспорту, становился чемпионом России 2008—2009 по автокроссу в топовом классе Д1.
Впредь с 1988 по наше время выступает на сцене со своими концертами. И записывает свои новые ежегодные альбомы. Композитор песен : ,, Ләйсәнге'', посвящённая супруге Ляйсан (на стихи собственного сочинения); ,,Автоузышлар'' ( на слова Роберта Миннуллина).
В 2024 году являлся доверенным лицом кандидата в президенты России Владимира Путина.

## Признание
Имя Салавата Фатхутдинова с 1997 года носит Старокайпановская средняя школа Татышлинского района, оно внесено в Аллею татарских звёзд на улице Баумана в Казани (созданную в 2002 году по его инициативе). В 2010 году Салават Фатхутдинов получил звание Заслуженный артист Республики Башкортостан.25.03.2019 Народный артист Республики Башкортостан

## Семья
- Дочери: Лиана, Алина.
  - Зять: Фердинант.
    - Внучки: Хаят, Райхан, Жаннет.

- Сын: Рустам.
  - Невестка: Рузия.
    - Внук: Дамир.

## Альбомы
- ( 2023) 35 сезон
- (2022) 34 сезон — «Хыял»
- (2021) 33 сезон —  «Ниһаять!»
- (2019) 31 сезон — «Мин яратам сине…»
- (2018) 30 сезон — «Күңел көзгесе»
- (2017) 29 сезон
- (2016) 28 сезон — «Хәр кешенең үз чоры, хәр заманның үз җыры»
- (2015) 27 сезон — «XXVII съезон»
- (2014) 26 сезон — «Икенче 25 еллыкның беренче сезоны»
- (2013) 25 сезон — «Беренче юбилей»
- (2012) 24 сезон — «24 ел сезнең белән!»
- (2011) 23 сезон — «Уйланырга урын бар…»
- (2010) 22 сезон — «22 ел сезнең белән!»
- (2009) 21 сезон — «И туган тел, и матур тел…»
- (2008) 20 сезон — «20 ел сезнең белән!»
- (2007) 19 сезон — «Салаватта кунакта»
- (2006) 18 сезон — «Әлегә соң түгел»
- (2005) 17 сезон — «Арыганчы җырлармын — туйганчы тыңларсыз!»
- (2004) 16 сезон — «Күгәрчен»
- (2003) 15 сезон — «15 ел сезнең белән!»
- (2002) 14 сезон — «Соңлама»
- (2001) 13 сезон — «Яшьлегем кырыкта»
- (2000) 12 сезон — «Сезгә илтә юлларым»
- (1999) 11 сезон — «Эх, каласы иде яшьлектә»
- (1998) 10 сезон — «10 ел бергә!»
- (1997) 9 сезон — «Дуслар булса кайгырма»
- (1996) 8 сезон — «Мин яратам»
- (1995) 7 сезон — «Соңгы мәхәббәт»
- (1994) 6 сезон — «Куңелеңә авыр алма»
- (1993) 5 сезон
- (1992) 4 сезон
- (1991) 3 сезон
- (1990) 2 сезон
- (1989) 1 сезон